# Sveinbjörn Sveinbjörnsson
Sveinbjörn Sveinbjörnsson (Seltjarnarnes, 1847. június 28. – Koppenhága, 1927. február 23.) izlandi zeneszerző, az izlandi himnusz zenéjének szerzője.
Gazdag családban született, apja a legfelsőbb bíróság elnöke volt. Élete nagy részét külföldön töltötte, és ő volt az első (modern kori) izlandi, akinek a zene lett a foglalkozása. Teológiát tanult, majd találkozott Johan Svendsen zeneszerző-hegedűművésszel, akinek a bátorítására elkezdett zeneiskolába járni. Először Koppenhágában tanult, majd Lipcsében folytatta tanulmányait Carl Reinecke alatt, aki korának az egyik legbefolyásosabb zenésze volt. Tanulmányai befejeztével Edinburgh-ban telepedett le zenetanárként és zongoristaként. Itt találkozott 1873 őszén Matthías Jochumssonnal, akivel annak ellenére, hogy nála 12 évvel idősebb volt, iskolatársak voltak még odahaza. Amikor angliai tartózkodásuk ideje alatt Matthías megírta az Ó, guð vors lands első versszakát, és megmutatta azt Sveinbjörnnek, az először azt mondta, hogy nem tud rá zenét szerezni. Matthías ezt nem hagyta annyiban, és folyamatosan írogatott neki a tél folyamán, hogy írjon már rá dallamot. Végül Sveinbjörn kötélnek állt, és tavasszal megírta a zené még épp időben elküldött az ünnepségek előtt barátjának.
Bár kevés időt töltött hazájában (Nagy-Britanniában előbb lett ismert, mint Izlandon), Sveinbjörn sok izlandi verset zenésített meg, és zenei stílusa is inkább a skandináv iskolához (Edvard Grieg, Sibelius) közelít, mint az angolhoz. 1922-ben a parlament neki is tiszteletdíjat szavazott meg, mint Mathías Jochumssonnak, így élete utolsó 5 évét hazájában tölthette.

## Kórusművei
Ezek régi izlandi népdalok főmotívumain alapulnak, mindet férfikarra írta, kivéve ahol jelölve van.
- I will lift up mine eyes (vegyeskarra)
- Dettifoss
- Fífilbrekka
- Ingólfs minni
- Móðurmálið
- Ó, fögur er vor fósturjörð
- Sumarkveðja
- Til stjörnunnar
- Þar sem elfan er tær